# Arbogaån

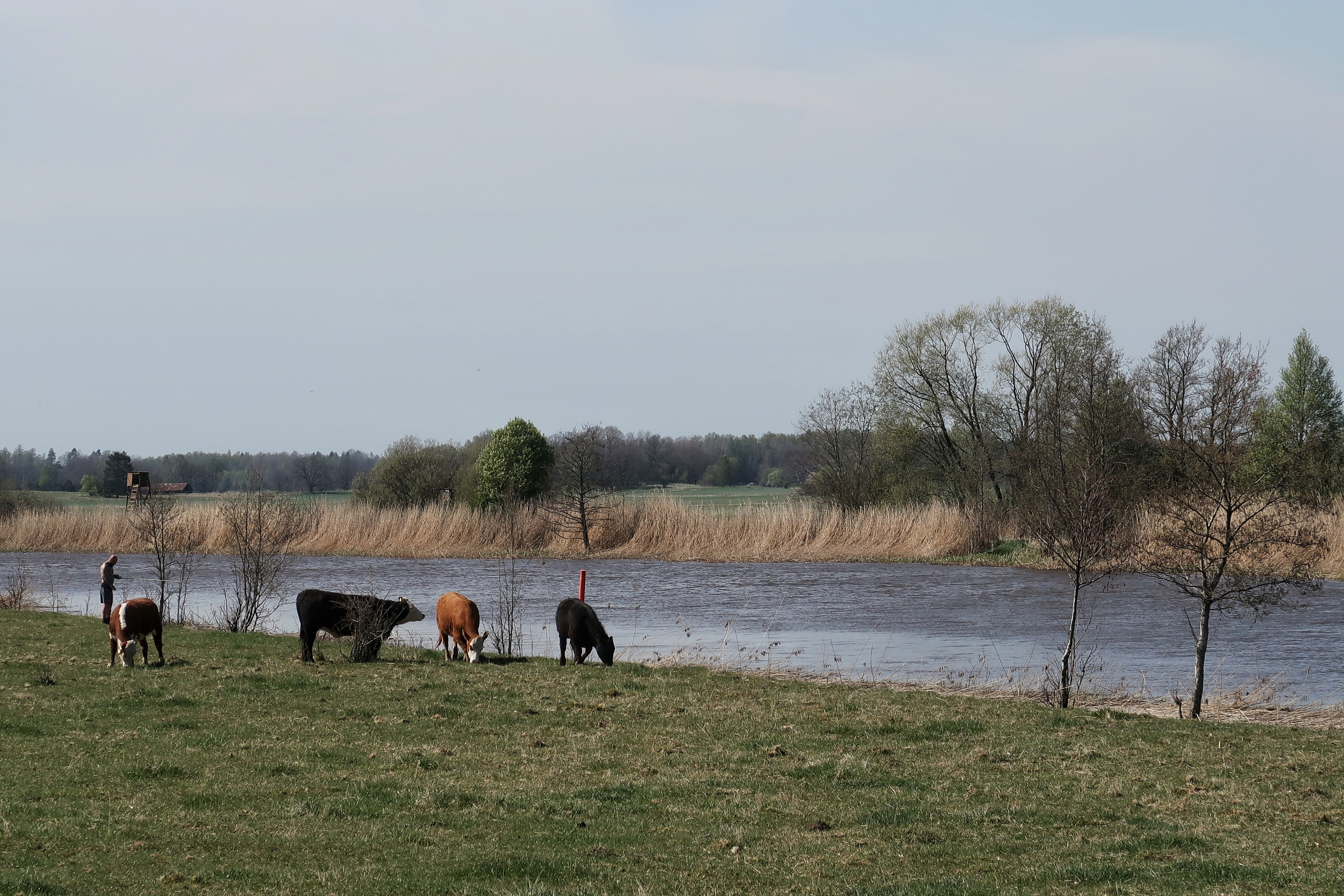
Arbogaån vid Slottsholmens naturreservat utanför Kungsör.

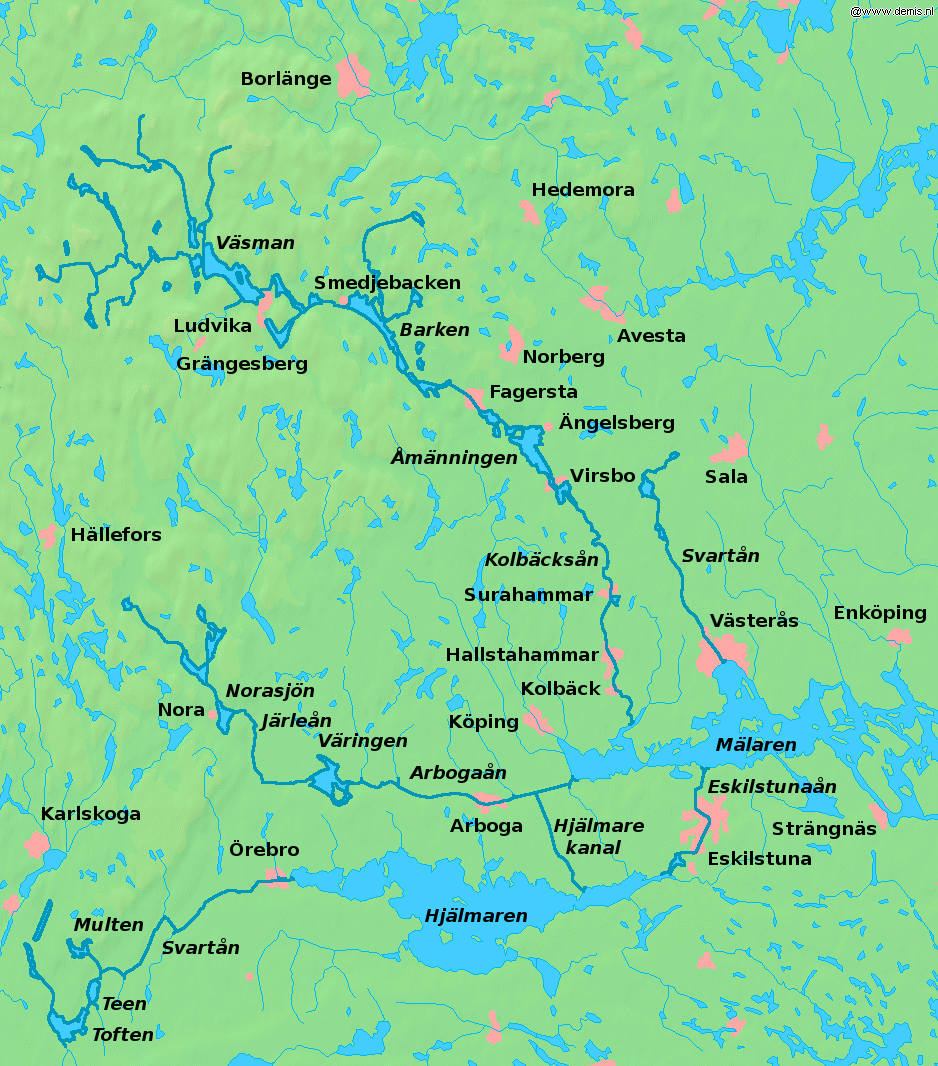
Karta med åar som mynnar i Hjälmaren och västra Mälaren. Arbogaån centralt i bildens nedre halva.

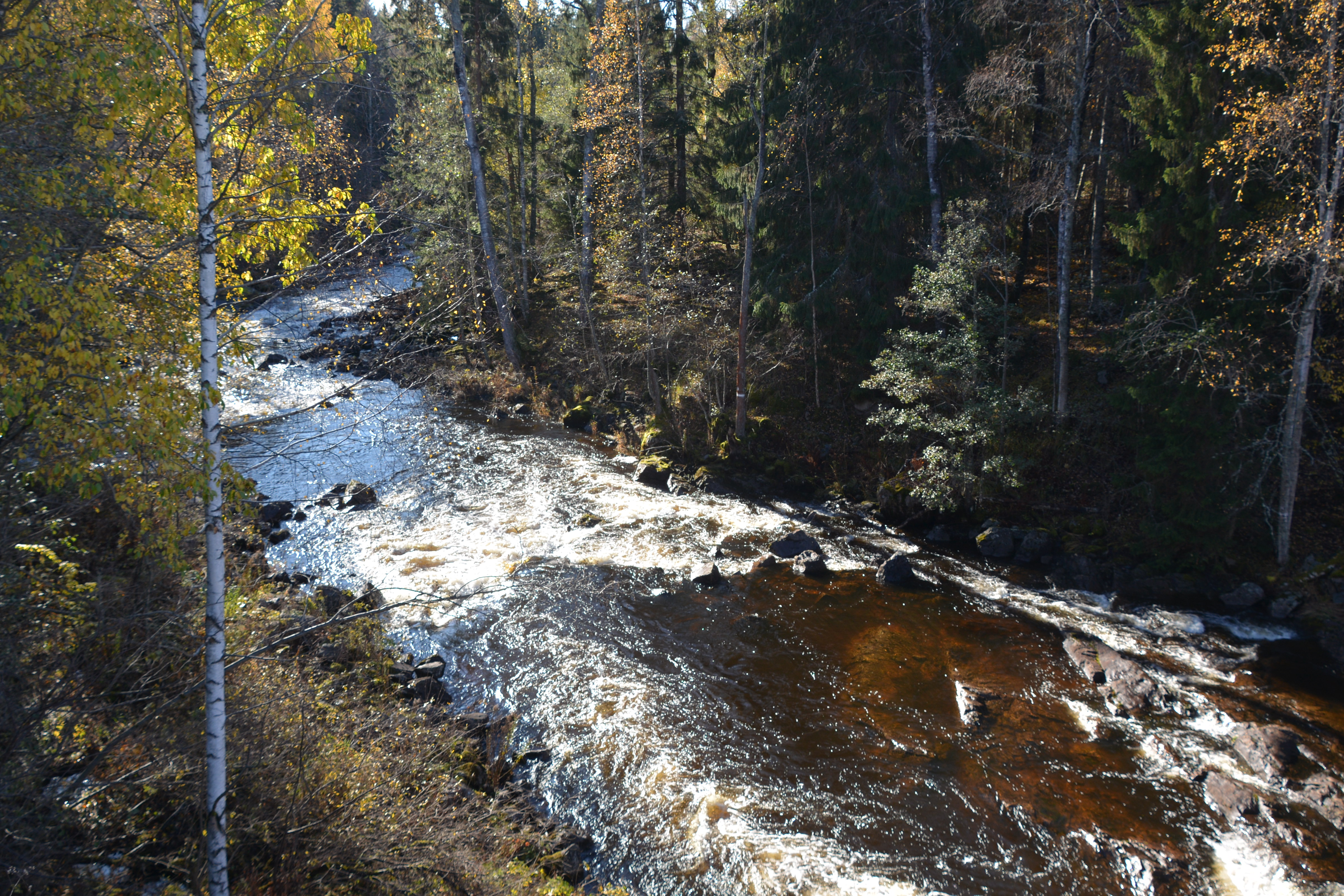
Storån vid länsväg T865, nordväst om Stråssa

Arbogaån är en å som flyter från sjön Väringen (32 m ö.h.) vid Frövi i väster, genom Arboga (där den även flyter samman med Hjälmare kanal) med utlopp i Mälaren vid Kungsör. 
Arbogaån är en av de så kallade bergslagsåarna och ett av Mälarens största tillflöden. Dess längd är 45 km, inklusive källflöden 163 km och dess medelvattenföring 44 m³/s. Avrinningsområdet är 3 808 km², varav 67 % skogsmark, 12 % åkermark, 7 % sjöar, 2 % tätorter och 12 % övrig mark (våtmarker m.m.). Längs några mil utgör ån gräns mellan Västmanland och Närke.
Ån har två större källarmar, Dyltaån och Fröviån. Av dessa räknas den senare som huvudflod och den rinner upp på gränsen mellan Dalarna och Västmanland vid Grängesberg. Källsjöarna är Södra Hörken och Norra Hörken på 258 resp. 255 m ö.h. Ån kallas till en början Hörksälven och senare bland annat Storån när den rinner förbi Storå, Bottenån från Råsvalen ner till Lindesberg och Borsån när den passerar Bor, söder om Lindesberg mellan Lindessjön och Vedevågssjön och därefter Fröviån mellan Vedevågssjön och Väringen
Ån är segelbar till Arboga (ca 15 km) och har förbindelse med Hjälmaren genom Hjälmare kanal.